# Trouble in Tahiti
Trouble in Tahiti è un'opera in un atto in sette scene composta da Leonard Bernstein su libretto inglese del compositore. È il più oscuro tra i "musical" di Bernstein, e uno degli unici due per i quali ha scritto le parole e la musica: ha anche scritto i testi per la produzione del 1950 di Peter Pan.

## Storia
Bernstein lavorò all'opera durante la sua luna di miele con Felicia Montealegre. La storia è basata sulla relazione dei genitori di Bernstein, Sam e Jennie, ma il nome della moglie è stato cambiato in Dinah, la nonna di Bernstein. L'opera è dedicata a Marc Blitzstein; Blitzstein e Bernstein erano buoni amici, entrambi alunni del Curtis Institute of Music di Filadelfia. Bernstein aveva prodotto una messa in scena di The Cradle Will Rock di Blitzstein.

## Produzioni
Trouble in Tahiti fu eseguita in anteprima il 12 giugno 1952 al Festival of the Creative Arts di Bernstein nel campus della Brandeis University di Waltham, Massachusetts, davanti a un pubblico di quasi 3.000 persone. L'NBC Opera Theatre in seguito presentò l'opera in televisione nel novembre 1952, una produzione che segnò il debutto professionale del mezzosoprano Beverly Wolff nel ruolo di Dinah. Wolff in seguito ha ripreso il ruolo nella prima messa in scena dell'opera alla New York City Opera nel 1958. L'opera originale dura circa 40 minuti.

## Analisi della trama
L'opera viene spesso eseguita con uno scenario minimo (sebbene Bernstein abbia fornito istruzioni dettagliate per la scenografia e gli oggetti di scena) e costumi molto semplici. Ci sono solo due solisti, una coppia sposata di nome Sam e Dinah. Il loro figlio, Junior, viene spesso menzionato ma non viene mai visto o sentito. Altri personaggi vengono affrontati in certe scene ma non vengono mai visti o sentiti: il cliente di Sam, Mr Partridge (al telefono); il suo amico Bill (che è presente e interagisce con Sam ma è destinato a essere invisibile); la sua segretaria Miss Brown (presente ma destinata ad essere invisibile); lo psicoanalista di Dinah ("invisibile"); il suo cappellaio ("immaginario").
Trouble in Tahiti è la storia di un giorno nella vita di queste persone disperatamente infelici, sebbene sposate, sole, desiderose di amore e incapaci di comunicare. Alla fine dell'opera, Sam e Dinah mostrano la volontà di sacrificarsi l'uno per l'altra, per impegno nel matrimonio, anche se non c'è molto piacere da provare. È stato mantenuto il copyright per un finale alternativo di Bernstein, che non è stato pubblicato.
L'opera utilizza anche un trio vocale, in stile "ensemble" dance-band (spesso definito da altri come uno scat di un trio jazz), il cui ruolo è importante. Bernstein si riferisce ad essi nelle note di produzione pubblicate con la partitura come "Un coro greco nato dallo spot radiofonico". Il trio apre l'opera cantando le glorie di Su-bur-bi-a, usando lo stesso schema - do, fa, sol, do - come nel verso "New York, New York" del precedente On the Town. Il sole sveglia la coppia, accende il loro amore, bacia le finestre, bacia i muri, bacia la maniglia della porta e il "bel tetto rosso", bacia le lastre di pietra sul prato davanti, la carta davanti alla porta, le rose intorno alla porta d'ingresso della "piccola casa bianca" a Scarsdale (New York), Wellesley Hills (Massachusetts), Ozone Park (New York), Highland Park (Illinois), Shaker Heights (Ohio), Michigan Park (un'enclave bianca nella nera Washington, DC ) e Beverly Hills (California), tutti sobborghi bianchi della classe medio-alta dove vivevano persone che "ce l'avevano fatta", che erano uscite "dalla baraonda". "Passa una buona giornata in città oggi. Gioisci per le tue fatiche, finché non torni." Lo spettatore sta per assistere a un giorno nella vita di una coppia idilliaca che vive lì. "Skid a lit day: skid a lit day... Ratty boo." A metà dell'apertura, un membro del trio canta una strofa senza senso, poi la canta di nuovo - lo stesso nonsense - accompagnato da un clarinetto jazz solista.
Il trio appare più volte in seguito. In un intermezzo, parlano bene di come le ricche comodità contribuiscano ad una "vita meravigliosa": cucina moderna, lavatrice, bagni colorati, rivista Life, divano Sheraton, sedia Chippendale, porcellane bone, vero argento massiccio, berlina a due porte e coupé decappottabile: "Chi potrebbe chiedere di più al paradiso?" Il loro "dolce figlioletto" sembra un altro dei loro beni: "foto di famiglia, secondo a nessuno".

## Ruoli
| Ruolo                 | Registro vocale | Cast della prima, 12 giugno 1952 (Direttore: Leonard Bernstein) |
| --------------------- | --------------- | --------------------------------------------------------------- |
| Sam, un uomo d'affari | baritono        | David Atkinson                                                  |
| Dinah, sua moglie     | mezzosoprano    | Nell Tangeman                                                   |
| 1° membro del trio    | soprano         | Constance Brigham                                               |
| 2° membro del trio    | tenore          | Robert Kole                                                     |
| 3° membro del trio    | baritono        | Claude Heater                                                   |

## Trama

### Preludio
Un sorridente trio jazz canta di una vita perfetta in una città suburbana ricca e senza nome, con le sue casette bianche e le famiglie felici e amorevoli ("Mornin' Sun"). La città potrebbe essere ovunque; vengono menzionati molti nomi (come Ozone Park e Beverly Hills).

### Scena I
La vita reale nei sobborghi contrasta notevolmente con ciò che il Trio ha dipinto. Sam e Dinah stanno facendo colazione, alternando battibecchi abituali e momenti lirici di desiderio di gentilezza. Dinah è arrabbiata con Sam. Lo accusa di avere una relazione con la sua segretaria, cosa che lui nega. Ricorda anche a Sam che la partita del loro figlio Junior è quel pomeriggio, ma Sam insiste sul fatto che il suo torneo di pallamano in palestra è più importante, al che lei ribatte, "al diavolo la palestra". Ha bisogno di più soldi per pagare il suo analista, che Sam chiama un "vero e proprio imbroglione". Dinah dice che anche Sam dovrebbe andarci, suggerimento a cui Sam non presta attenzione. Sono d'accordo che questo non è il modo di vivere e la sera parleranno dei loro problemi relazionali. Entrambi chiedono gentilezza l'un l'altro, chiedono aiuto all'altro "per amarti di nuovo" e pregano che il muro costruito tra loro possa essere abbattuto. Continuano a litigare fino a quando Sam non esce per andare in ufficio, in ritardo per il suo treno.

### Scena II
Sam, al lavoro, trasuda fiducia, si occupa di affari al telefono. Al telefono rifiuta le suppliche del signor Partridge, presumibilmente per un prestito. Il coro lo definisce un genio e un "uomo meraviglioso".
Poi arriva una telefonata da "Bill", a cui è lieto di prestare denaro: "Lo restituirai quando vorrai... È sufficiente?" Per coincidenza, Bill sta anche partecipando al torneo di pallamano con Sam. Il coro osserva che "quando si tratta di dare, nessuno batte Sam dal cuore grande".

### Scena III
Nello studio del suo analista, Dinah ricorda un sogno dove lei trova un giardino immaginario in un paesaggio "nero e spoglio" e canta con desiderio di quell'immagine.
Nel frattempo, nell'ufficio di Sam, egli chiede alla sua segretaria se ha mai fatto un passo con lei. Quando lei gli ricorda un episodio, lui insiste, in modo minaccioso, che è stato solo un incidente e che lei dovrebbe dimenticare che sia mai accaduto.

### Scena IV
Sam e Dinah si incontrano accidentalmente per strada. Invece di pranzare insieme, entrambi inventano bugie su impegni immaginari di pranzare con altri. Continuano a cantare sul palco (anche se non l'uno con l'altro), riflettendo sul corso confuso e doloroso che ha preso la loro relazione e bramano la loro felicità perduta.
Interludio - All'interno della casa, il Trio canta la bella vita nei sobborghi, descrivendo in dettaglio i beni che contribuiscono al sogno americano.

### Scena V
In palestra Sam ha appena vinto il torneo di pallamano. Canta trionfante che "C'è una legge sugli uomini" - come alcuni cercano con tutte le loro forze di salire in cima, ma non vinceranno mai; mentre altri, come lui, nascono vincitori e avranno sempre successo. "Gli uomini sono creati disuguali".

### Scena VI
In un negozio di cappelli Dinah racconta a una persona non identificata di un film romantico dei Mari del Sud chiamato "Trouble in Tahiti", che ha appena guardato nel pomeriggio. (Più tardi, apprendiamo che ha perso la partita di Junior.) All'inizio liquida il film come una sciocchezza in Technicolor. Ma mentre racconta la storia e la sua sigla "Island Magic", sostenuta dal Trio, viene coinvolta nella fantasia d'amore d'evasione. Improvvisamente imbarazzata, si ferma, poiché deve preparare la cena per Sam.

### Scena VII
Il Trio canta delle serate immaginarie di felicità domestica nei sobborghi: "riunendo i propri cari, al sicuro dal calore della luce del fuoco". Dopo cena Dinah sta lavorando a maglia e Sam sta leggendo il giornale. Sam decide che è giunto il momento per il loro discorso e Dinah, dopo aver chiesto di cosa vuole parlare, concorda: "qualunque cosa tu dica". Eppure Sam non può parlare; non sa da dove cominciare. Incolpa Dinah per le interruzioni, ma lei non ha detto nulla. "Non serve", dice. Nell'unico dialogo parlato nell'opera, Sam chiede a Dinah della partita di Junior e lei ammette di non essere andata neanche lei. Lui suggerisce di andare al cinema, per vedere un nuovo film su Tahiti; Dinah acconsente. ("Certo, perché no? Qualunque cosa.") Mentre se ne vanno, ciascuno desidera la quiete e la comunione, chiedendosi se sia possibile riscoprire il proprio amore reciproco. Per ora, optano per la "magia comprata e pagata" del grande schermo. Il Trio fa il suo ultimo commento ironico, riprendendo la sigla del film "Island Magic".

## Suite orchestrale
Con il permesso della Leonard Bernstein Office Inc. (la proprietà musicale del compositore), Paul Chihara ha adattato la musica operistica in una suite orchestrale. Nel marzo 2012 l'Orpheus Chamber Orchestra ha eseguito la prima di New York dell'adattamento alla Carnegie Hall.

## Versione corale
Con il permesso della Leonard Bernstein Office Inc., il coro dell'Università cinese di Hong Kong ha dato un'esecuzione semi-messa in scena dell'opera con un coro da camera che ha sostituito il trio nella partitura. Il 17 giugno 2018 il coro ha eseguito l'adattamento con l'orchestrazione ridotta di Garth Edwin Sunderland nel loro concerto celebrativo del centenario di Leonard Bernstein "Bernstein in the Theatre" presso l'Hong Kong City Hall Concert Hall.

## Continuazione
Bernstein ha scritto una continuazione, A Quiet Place (1983, libretto di Stephen Wadsworth), che è stata accolta male. È stata riscritta incorporando Trouble in Tahiti sotto forma di un esteso flashback. L'opera, ambientata 30 anni dopo, descrive le conseguenze della morte di Dinah in un incidente d'auto e la lotta di Sam per riconciliarsi con i suoi figli adulti.

## Sul piccolo schermo e al cinema
Nel 1970 l'Australian Broadcasting Corporation ha prodotto una versione televisiva dell'opera. È stata trasmessa per la prima volta a Sydney su ABC-TV il 19 marzo 1972. Gli interpreti erano Raymond Duparc nei panni di Sam e Marie Tysoe nei panni di Dinah.
Una versione con cantanti dal vivo che si sono esibiti su set animati fu trasmessa sulla PBS negli Stati Uniti nel 1973, successivamente disponibile su VHS e DVD. Nancy Williams e Julian Patrick hanno interpretato la coppia, con Antonia Butler, Michael Clarke e Mark Brown come trio. Il direttore era Leonard Bernstein.
Nel 2001 la BBC ha fatto uscire una versione cinematografica diretta da Tom Cairns con Stephanie Novacek nei panni di Dinah e Karl Daymond nei panni di Sam.
Nel 2018 Opera North ha creato una versione cinematografica, basata sulla produzione teatrale della compagnia, prodotta da The Space e diretta da Matthew Eberhardt, con Wallis Giunta e Quirijn de Lang. Il film è stato trasmesso su Sky Arts nell'ottobre 2018 e di nuovo nell'ottobre 2020.